# (17892) Morecambewise
(17892) Morecambewise est un astéroïde de la ceinture principale.

## Description
(17892) Morecambewise est un astéroïde de la ceinture principale. Il fut découvert le 15 mars 1999 à Reedy Creek par John Broughton. Il présente une orbite caractérisée par un demi-grand axe de 2,25 UA, une excentricité de 0,08 et une inclinaison de 3,8° par rapport à l'écliptique.

## Compléments